# Lễ cúng 49 ngày
Lễ cúng 49 ngày (Hán-Việt: Chung thất) là một dạng tín ngưỡng, là một nghi lễ Phật giáo do các sư thầy (chư tăng) cử hành.